# 祝龍実
祝 龍実（ほうり めぐみ、7月6日 - ）は、日本の女優、声優。身長161cm。劇団ムーンライトに所属していた。
趣味はF1観戦、歌、フィギュアスケート観戦。特技はカジノゲームのディーラー（ルーレット、ブラックジャック、ミニバカラ）。

## 出演作品

### テレビドラマ
- 金曜エンタテイメント「みのもんたの実録トゥルーストーリーズ」

### テレビアニメ
- 週刊ストーリーランド（女）
- 名探偵コナン（女）

### OVA
- まじかるマホ（黒沢の奥さん）

### バラエティ
- 行列のできる法律相談所
- 知ってるつもり?!

### 舞台
- ウェディングドレスに乾杯!（おばさん）
- うちのだりあの咲いた日に（山内貴美子）
- お月様へようこそ（女/シャーリー）
- ガジャボイ追想（ミヨ）
- 危険なパーティー（不二子）
- 煙が目にしみる（野々村礼子）
- ジプシー（アサ）
- 12人の浮かれる男（陪審員2号）（2003年）
- 人生の請求書（アリス）
- 翼（水田晶子）
- 夏のすみれ（依子）
- 猫
- はい、チーズ!（浅岡ふみえ）
- 花よりタンゴ（苗子）
- パパのデモクラシー（緑川寿美代）
- ブラックコメディー（ミス・ファーニバル）
- また逢う日まで（真実唄子）
- もやしの唄（佐々木とみ）
- 闇に咲く花（繁子）
- ら抜きの殺意（堀田八重子）
- 連鎖街のひとびと（ハルビン・ジェニィ）
- レンタルファミリー（祖母）